# Tourbiv
Tourbiv (en ukrainien : Турбів) ou Tourbov (en russe : Турбов) est une commune urbaine de l'oblast de Vinnytsia, en Ukraine. Sa population s'élevait à 6 484 habitants en 2014.

## Géographie
Tourbiv est arrosée par la rivière Desna (en ukrainien : Десна), un affluent du Boug méridional, et son affluent Vilchanka (en ukrainien : Вільшанка). Elle est située à 22 km — 25 km par la route — au nord-est de Vinnytsia. C’est une commune urbaine située à l’est du raïon de Lypovets.

## Histoire
La première mention de Tourbiv remonte à l'année 1545. En 1929-1931 et 1935-1959, Tourbiv fut le centre administratif du  raïon de Tourbiv. Depuis 1956, elle a le statut de commune urbaine.

## Population
Recensements (*) ou estimations de la population :
| 1959* | 1970* | 1979* | 1989* | 2001* |
| ----- | ----- | ----- | ----- | ----- |
| 5 993 | 6 448 | 6 803 | 7 278 | 7 000 |

| 2010  | 2011  | 2012  | 2013  | 2014  |
| ----- | ----- | ----- | ----- | ----- |
| 6 592 | 6 558 | 6 553 | 6 527 | 6 484 |

## Économie
L'économie repose sur plusieurs entreprises industrielles : une usine qui fabrique des machines pour la collecte des déchets («ATEKO»), une raffinerie de sucre. Une usine de kaolin et une verrerie ont cessé leur activité. Tourbiv possède une gare ferroviaire.

## Éducation
Tourbiv compte deux établissements d'enseignement secondaire.

## Religion
La religion orthodoxe domine, avec deux églises, l'une dépendant du Patriarcat de Moscou et l'autre du Patriarcat de Kiev.

## Sport
Une équipe de football amateur (FC Tourbiv) et le sport scolaire. 

## Jumelages
Tourbiv est jumelée avec :
- Miejska Górka (Pologne)